# Toby Lafrance
Toby Lafrance (né le 17 juin 1987 à Valcourt, dans la province de Québec au Canada) est un joueur professionnel canadien de hockey sur glace. 

## Carrière de joueur

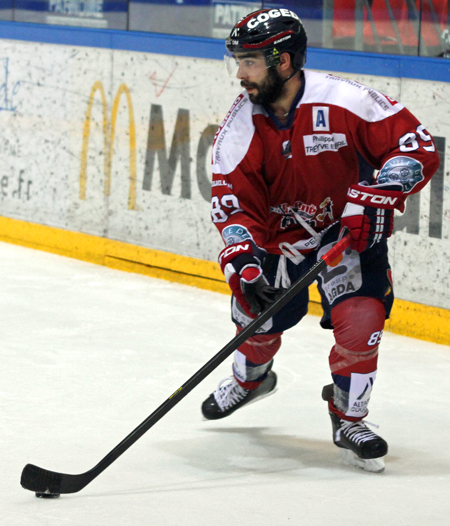
Toby Lafrance sur la glace de Grenoble lors du match de Coupe de la Ligue du 8 octobre 2013 opposant les Brûleurs de Loups à Briançon (victoire 8-2).

Toby Lafrance est sélectionné en 2004 par les Tigres de Victoriaville, club de la LHJMQ, lors du 9e tour. Il y effectue tout son parcours junior et est nommé capitaine lors de sa dernière saison, en 2007-2008.
Au terme de la saison 2007-2008, il joue ses premières parties professionnelles avec les Wildcatters du Texas dans l'ECHL. Il joue ensuite pour deux autres clubs de cette ligue avant de revenir jouer dans sa province natale avec l'Isothermic de Thetford Mines. Il termine toutefois la saison avec les Mavericks du Missouri dans la Ligue centrale de hockey.
Dans la LNAH, le 29 aout 2011, ses droits passent au Wild de Windsor avec les attaquants Nicolas Corbeil, David Massé et le défenseur Guillaume Veilleux. L'Isothermic de Thetford Mines reçoit, en retour, les attaquants Jean-François Laplante, Andrew Sharp et Éric Faille, ainsi que le défenseur Fréderic Bélanger.
En 2011, il rejoint la France avec les Dauphins d'Epinal dans la Ligue Magnus. En 2012, il signe chez les Diables Rouges de Briançon avec qui il remporte la Coupe de France à Bercy devant 13 354 spectateurs. Pour les saisons 2013-2014 et 2014-2015, il évolue dans les rangs des Brûleurs de loups de Grenoble, avec lesquels il remporte la Coupe de la Ligue à Méribel. Pour sa dernière saison en France, en 2015-2016, il retourne avec les Diables Rouges de Briançon.
De retour au Québec, Lafrance rejoint les rangs de l'Assurancia de Thetford dans la Ligue Nord Américaine de hockey avant d'être échangé au Blizzard de Trois-Rivières en début de saison 2016-2017.
Depuis la saison 2017-2018, il évolue pour le Cool FM 103,5 de Saint-Georges.
Il fait partie depuis deux ans[Quand ?] du programme hockey avec les Carnicas, de l'école la Ruche à Magog, comme entraîneur.

## Statistiques
| Saison    | Équipe                         | Ligue        |    | Saison régulière | Saison régulière | Saison régulière | Saison régulière | Saison régulière |   | Séries éliminatoires | Séries éliminatoires | Séries éliminatoires | Séries éliminatoires | Séries éliminatoires |
| Saison    | Équipe                         | Ligue        | PJ | B                | A                | Pts              | Pun              | PJ               | B | A                    | Pts                  | Pun                  |                      |                      |
| 2003-2004 | Cantonniers de Magog           | Midget AAA   | 40 | 29               | 37               | 66               | 26               | -                | - | -                    | -                    | -                    |                      |                      |
| 2004-2005 | Cougars du Collège Champlain   | LHJAAAQ      | 31 | 17               | 29               | 46               | 33               | -                | - | -                    | -                    | -                    |                      |                      |
| 2004-2005 | Tigres de Victoriaville        | LHJMQ        | 32 | 7                | 11               | 18               | 14               | 7                | 1 | 0                    | 1                    | 0                    |                      |                      |
| 2005-2006 | Tigres de Victoriaville        | LHJMQ        | 63 | 24               | 28               | 52               | 41               | 5                | 2 | 3                    | 5                    | 6                    |                      |                      |
| 2006-2007 | Tigres de Victoriaville        | LHJMQ        | 67 | 40               | 30               | 70               | 48               | 6                | 3 | 6                    | 9                    | 12                   |                      |                      |
| 2007-2008 | Tigres de Victoriaville        | LHJMQ        | 68 | 41               | 48               | 89               | 45               | 6                | 0 | 5                    | 5                    | 8                    |                      |                      |
| 2007-2008 | Wildcatters du Texas           | ECHL         | 2  | 2                | 0                | 2                | 0                | 8                | 2 | 2                    | 4                    | 2                    |                      |                      |
| 2008-2009 | Thunder de Stockton            | ECHL         | 27 | 3                | 12               | 15               | 8                | -                | - | -                    | -                    | -                    |                      |                      |
| 2008-2009 | Chiefs de Johnstown            | ECHL         | 31 | 6                | 10               | 16               | 19               | -                | - | -                    | -                    | -                    |                      |                      |
| 2009-2010 | Isothermic de Thetford Mines   | LNAH         | 26 | 11               | 22               | 33               | 21               | -                | - | -                    | -                    | -                    |                      |                      |
| 2009-2010 | Mavericks du Missouri          | LCH          | 21 | 8                | 12               | 20               | 12               | 7                | 1 | 0                    | 1                    | 0                    |                      |                      |
| 2010-2011 | Mavericks du Missouri          | LCH          | 63 | 15               | 36               | 51               | 34               | 9                | 3 | 3                    | 6                    | 6                    |                      |                      |
| 2011-2012 | Dauphins d'Épinal              | Ligue Magnus | 25 | 17               | 18               | 35               | 18               | 5                | 2 | 4                    | 6                    | 12                   |                      |                      |
| 2011-2012 | Dauphins d'Épinal              | CdF          | -  | -                | -                | -                | -                | 1                | 0 | 0                    | 0                    | 4                    |                      |                      |
| 2011-2012 | Dauphins d'Épinal              | CdlL         | 6  | 6                | 6                | 12               | 4                | -                | - | -                    | -                    | -                    |                      |                      |
| 2012-2013 | Diables Rouges de Briançon     | Ligue Magnus | 22 | 11               | 23               | 34               | 20               | 8                | 5 | 4                    | 9                    | 4                    |                      |                      |
| 2012-2013 | Diables Rouges de Briançon     | CdF          | 4  | 5                | 4                | 9                | 4                | -                | - | -                    | -                    | -                    |                      |                      |
| 2012-2013 | Diables Rouges de Briançon     | CdlL         | 6  | 6                | 5                | 11               | 16               | 3                | 1 | 1                    | 2                    | 29                   |                      |                      |
| 2013-2014 | Brûleurs de loups de Grenoble  | Ligue Magnus | 26 | 10               | 10               | 20               | 4                | 5                | 1 | 1                    | 2                    | 2                    |                      |                      |
| 2014-2015 | Brûleurs de loups de Grenoble  | Ligue Magnus | 26 | 7                | 14               | 21               | 18               | 5                | 0 | 4                    | 4                    | 2                    |                      |                      |
| 2015-2016 | Diables rouges de Briançon     | CdlL         | 3  | 0                | 2                | 2                | 0                | -                | - | -                    | -                    | -                    |                      |                      |
| 2015-2016 | Diables rouges de Briançon     | Ligue Magnus | 21 | 8                | 8                | 16               | 20               | 10               | 2 | 8                    | 10                   | 14                   |                      |                      |
| 2016-2017 | Assurancia de Thetford         | LNAH         | 2  | 0                | 1                | 1                | 0                | -                | - | -                    | -                    | -                    |                      |                      |
| 2016-2017 | CNS Blizzard de Trois-Rivières | LNAH         | 29 | 5                | 12               | 17               | 12               | -                | - | -                    | -                    | -                    |                      |                      |
| 2017-2018 | Cool FM 103,5 de Saint-Georges | LNAH         | 33 | 10               | 13               | 23               | 13               | 9                | 2 | 2                    | 4                    | 0                    |                      |                      |
| 2018-2019 | Cool FM 103,5 de Saint-Georges | LNAH         | 4  | 0                | 1                | 1                | 2                | -                | - | -                    | -                    | -                    |                      |                      |

## Vie privée
Il est marié depuis 2016 à Charline Durand, directrice des opérations pour le Phœnix de Sherbrooke, club de la Ligue de hockey junior majeur du Québec.